# プリズム (企業)
プリズム（Prism Co., Ltd.）は「表現の無限の可能性を追求する企業」として、イベント、コンサート、舞台、常設展示などへの映像・音響・照明・舞台制作の企画、設計、制作、施工、オペレーション、運営管理などをワンストップ対応することで「人々へ生きる感動と歓びを提供し続ける提案型エンターテイメントビジネス」を行う。

## 拠点
本社：北海道札幌市北区
東京支社：東京都港区
大阪支社：大阪府中央区

## グループ会社
- 株式会社ピクニック（東京都港区）
- 株式会社フォルクラング（北海道札幌市）
- フレーエンターテイメントLLC（モンゴル国・ウランバートル市）

## 沿革
1987年2⽉：株式会社プリズムを設⽴
2001年3⽉：株式会社プリズム東京事務所（現・東京⽀社）を開設
2013年9⽉：株式会社プリズム・建設業許可取得
2015年6⽉：株式会社ピクニックを設⽴
2016年1⽉：株式会社フォルクラングを設⽴
2017年9⽉：株式会社ピクニック・建設業許可取得
2017年10⽉：株式会社プリズム・労働者派遣事業許可取得
2018年3⽉：株式会社ピクニック・⼀級建築⼠事務所登録
2018年5⽉：フレーエンターテイメントLLCを設⽴
2020年11月：株式会社プリズム東京支社を東京都港区へ移転
2020年10月：株式会社丹青社と業務提携を発表
2022年6月：株式会社プリズム大阪支社を大阪府中央区へ開設

## 事例
- 音楽系アーティスト：CNBLUE、FTISLAND、Suchmos、SEVENTEEN、氣志團、ゆず、初音ミク、DRUM TAO、ArtRave: The Artpop Ball、ヒプノシスマイク
- アート系アーティスト：チームラボ、WOW、MomentFactory、ライゾマティクス、NAKED、ワントゥーテン、DOMMUNE、ELEVENPLAY、落合陽一
- フェスティバル関係：RISING SUN ROCK FESTIVAL、JOIN ALIVE、ROCK IN JAPAN FES、VIVA LA ROCK、TOKYO ISLAND
- イベント関係：さっぽろ雪まつり、氷艶、LUXE、ミラノ万博、高松メディアアート祭、文化庁メディア芸術祭、落合陽一×日本フィル プロジェクト、モーターショー、オートサロン、ヨルノヨ－YOKOHAMA CROSS NIGHT ILLUMINATION－、日本ハムファイターズ北海道開幕戦、D.LEAGUE
- 施工関係：DMMかりゆし水族館、TAKAO 599 MUSEUM、小樽芸術村、金ヶ崎プロジェクションマッピング